# جونغهي ملكة جوسون
الملكة جونغهي من عشيرة بابيونغ ين (بالهانغل: 정희왕후 / بالهانجا: 貞熹王后 / حرفياً: جونغهي وانغهو - ولدت في 8 ديسمبر 1418 وماتت في 6 مايو 1483) هي الملكة وزوجة الملك سيجو ملك سلالة جوسون ووالدة الملك ييجونغ. كانت وصية على عرش ابنها بعد وفاة زوجها في 1468 وذلك حتى 1469 ثم وصية على عرش حفيدها من 1469 وحتى 1477.

## حياتها
ولدت الملكة في اليوم الحادي عشر في الشهر القمري الحادي عشر في السنة الثامنة عشر من حكم الملك تايجونغ. والدها هو يُن بون (بالهانغل: 윤번 / بالهانجا: 尹璠 - ولد في 1384 ومات في 1448) والذي أصبح رئيس الوزراء لاحقاً. تزوجت الملك سيجو عندما كان أميراً في سنة 1428 في اليوم الثالث عشر من الشهر القمري الثاني عشر في السنة العاشرة من حكم الملك سيجونغ العظيم. أصبحت جونغهي ملكة بعد وصول زوجها إلى العرش في سنة 1455. أصبحت الملكة وصية على العرش عند وفاة زوجها وصعود ابنها الملك ييجونغ إلى العرش في سنة 1468 لضعفه الجسدي. وفقاً للسجلات كانت الملكة وثلاث تابعين اختارهم الملك سيجو يديرون شؤون البلاد.
في 1469 مات الملك ييجونغ واختير ابن أخيه الملك سونغجونغ ليخلفه. لصغر سن الملك الجديد فقد استمرت وصاية الملكة جونغهي ولكن هذه المرة مع كنتها الملكة إنسو. (والتي توفي زوجها ولي العهد ويغيونغ قبل أن يحكم) أثناء وصايتها سمحت للمزارعين بحصاد الأراضي التي تخص العسكرية. انتهت وصاية الملكة جونغهي في سنة 1477 عندما أصبح الملك سونغجونغ بسن العشرين واستلم مهام الحكومة.
ماتت الملكة في سنة 1483 في اليوم الثالث عشر من الشهر الثالث في السنة الرابعة عشر لحكم الملك سونغجونغ.

## الأسرة
- الزوج: الملك سيجو وأنجبت منه:
  - ولي العهد ويغيونغ. (의경세자)
    - الملك سونغجونغ. (성종)

  - الملك ييجونغ. (예종)
  - الأميرة الملكية ويسُك. (의숙공주)
  - الأميرة الملكية سيهي. (세희공주)

## التصوير الحديث
- مسلسل شجرة أومي في منتصف الشتاء من قناة MBC وعرض بين سنة 1984 وسنة 1985 وقامت بدورها جونغ هي سون.
- مسلسل رقصة تشقق السماء من قناة KBS وعرض في سنة 1990 وقامت بدورها تشوي ران.
- مسلسل هان ميونغ هوي من قناة KBS وعرض في سنة 1994 وقامت بدورها هونغ سي مي.
- مسلسل الملك والملكة من قناة KBS وعرض بين سنة 1998 وسنة 2000 وقامت بدورها هان هي سك.
- مسلسل الملك وأنا من قناة SBS وعرض بين سنة 2007 وسنة 2008 وقامت بدورها يانغ مي غيونغ.
- مسلسل رجل الأميرة من قناة KBS وعرض في سنة 2011 وقامت بدورها كم سو را.
- مسلسل الملكة إنسو من قناة JTBC وعرض بين سنة 2011 وسنة 2012 وقامت بدورها كم مي سك.